# Romanian Open 1998
Il Romanian Open 1998 è stato un torneo di tennis giocato sulla terra rossa. È stata la 6ª edizione del Romanian Open, che fa parte della categoria International Series nell'ambito dell'ATP Tour 1998.
Si è giocato all'Arenele BNR di Bucarest in Romania, dal 14 al 20 settembre 1998.

## Campioni

### Singolare
Francisco Clavet ha battuto in finale  Arnaud Di Pasquale con il punteggio di 6–4, 2–6, 7–5

### Doppio
Andrei Pavel /  Gabriel Trifu hanno battuto in finale  George Cosac /  Dinu Pescariu con il punteggio di 7–6(2) 4–6 7–6(4)